# Schienenverkehr in Burundi
Der Schienenverkehr in Burundi beschränkt sich seit 1982 auf Geschichte und bislang nicht realisierte Projekte. Gegenwärtig gibt es in Burundi keinen Schienenverkehr.

## Geschichte
Von 1947 bis 1982 bestand in Bujumbura im Bereich des Hafens am Tanganjikasee eine Schmalspurbahn mit einer Spurweite von 600 mm. Sie diente ausschließlich dem Güterverkehr. Betrieben wurde sie vom Office Congolais des Chemins des fer des Grands Lacs (CFL).
2008 gab es Planungen für eine Bahnstrecke von Isaka (Tansania) an der Bahnstrecke Tabora–Mwanza nach Burundi. Ein früheres Projekt mit ähnlicher Stoßrichtung, das bereits finanziert war, scheiterte am Ausbruch des Ersten Weltkriegs.

## Projekt
Anfang 2022 vereinbarten der tansanische Finanzminister Mwigulu Lameck Nchemba und der burundische Verkehrsminister Makame Mbarawa den Bau einer normalspurigen Bahnstrecke Kigoma–Gitega (Länge: 282 Kilometer).